# Bétignicourt
Bétignicourt è un comune francese di 32 abitanti situato nel dipartimento dell'Aube nella regione del Grand Est.

## Geografia fisica
Il comune è situato lungo il corso del Voire, affluente dell'Aube, che veniva guadato fino al 1862, anno di costruzione del ponte

## Storia

### Toponimi
- Bettiniaca è il nome di un antico villaggio
- Nel 1407 è nominato col nome di Betignicuria
- Il comune è altresì conosciuto con i seguenti nomi: Bétignecourt e Bétinecourt.

### I Signori di Bétignicourt
Le cronache menzionano qualche signore locale:
- 1646:Daniel de Bossancourt
- 1721:René de Bossacourt
- Senza data: le famiglie d'Avannes, de Chastenay e de Crillon

## Società

### Evoluzione demografica
Abitanti censiti